# Estádio de Bata
O Estádio de Bata (em castelhano: Estadio de Bata) é um estádio multiuso localizado na cidade de Bata, na Guiné Equatorial, inaugurado em 2007. Com sua capacidade máxima atual de 35 700 espectadores, é o maior estádio do país e a principal casa onde a Seleção Guinéu-Equatoriana de Futebol manda seus jogos amistosos e oficiais.

## Histórico
O estádio foi projetado e construído pela construtora chinesa Covec em estrutura de concreto pré-moldado de arquibancada única, tendo sido inaugurado em 2007 com uma capacidade original para 22 000 expectadores. Foi sede do Campeonato Africano de Futebol Feminino de 2008, cuja competição foi vencida pela anfitriã Guiné Equatorial após vencer na final a África do Sul por 2–1.
Em 2011, as obras de expansão do estádio levaram à construção de uma nova arquibancada superior com subestrutura de aço, aumentando a capacidade do estádio para os atuais 35 700 espectadores, de modo a atender exigências da Confederação Africana de Futebol para sediar jogos oficiais válidos pelo Campeonato Africano das Nações de 2012, incluindo a cerimônia de abertura e as semifinais da competição. 
Em 2015, o estádio foi novamente escolhido como uma das sedes do Campeonato Africano das Nações de 2015 após a Confederação Africana de Futebol ter anunciado que a Guiné Equatorial voltaria a sediar o torneio.